# 2023年奈良縣知事選舉
2023年奈良縣知事選舉是2023年（令和5年）4月9日舉行的選舉，旨在選舉出奈良縣知事，是第20屆統一地方選舉的一部分。

## 概要
現任奈良縣知事荒井正吾因任期屆滿（期限至2023年5月2日）而舉行選舉。
高市早苗在2022年9月25日當選為自民黨奈良縣聯會會長後，主導支持自己擔任總務大臣時的秘書官平木省競選。2023年1月4日，現任知事荒井正吾宣布參選第五個任期並申請自民黨的支持。這在縣聯會內部引起了討論和爭議。最終由會長高市早苗決定，縣聯會推薦了平木省競選。這引發了保守派的分裂，其中一部分自民黨的縣議員和市町村長支持現任知事荒井正吾。
日本维新会推举了曾担任生駒市市长，并在2015年奈良县知事选举中输给荒井的山下真作为其公认候选人。而日本共产党则推举并支持了尾口五三。
在2023年3月3日的衆議院預算委員会上，高市指出了小西洋之公開的総務省內部文件是“捏造的”，並表示：“如果不是捏造的話，我會辭去議員職務。”此後，連日來與立憲民主黨的議員展開了攻防戰。在此期間，立憲民主黨奈良縣聯合會支持平木參選知事選舉。國民民主黨奈良縣聯合會推薦荒井參選。公明黨決定進行自主投票。此外，還有兩名獨立候選人參選等，造成了各政黨思惑交錯的複雜局面。
同年4月9日，知事選舉舉行。在20時投票截止后不久，山下当选的消息就被報導了。山下的得票率为44.41％，平木和荒井的得票率加起来是48.98％。各大媒体普遍报道称，「自民党分裂让日本维新会得到了渔翁之利。」

## 日程
- 公告日期：2023年3月23日
- 舉行日期：2023年4月9日

### 同日選舉
- 奈良縣議会議員選舉

## 候選人
（依登記順序排列）
| 性棉                         | 年齢 | 党派                                                 | 現元新 | 職業・肩書                      |
| ---------------------------- | ---- | ---------------------------------------------------- | ------ | ------------------------------- |
| 山下真 （やました まこと）   | 54   | 日本維新會                                           | 新     | 前生駒市長 律師                 |
| 平木省 （ひらき しょう）     | 48   | 無所属 自由民主党奈良縣連推薦 立憲民主党奈良縣連支持 | 新     | 元總務省官僚 元岐阜縣副知事     |
| 尾口五三 （おぐち いつぞう） | 72   | 無所属 日本共産党推薦                                | 新     | 元大和郡山市議会議員            |
| 荒井正吾 （あらい しょうご） | 78   | 無所属 国民民主党奈良縣連推薦                        | 現     | 奈良縣知事（現職） 元参議院議員 |
| 西口伸子 （にしぐち のぶこ） | 68   | 無所属                                               | 新     | 公立中学校講師                  |
| 羽多野貴至 （はたの たかし） | 43   | 無所属                                               | 新     | 產業機械技術者（製造会社員）    |

## 註解